# Poison the Well
Poison The Well é uma banda estadunidense de pós-hardcore formada em 1997 em Miami, Estados Unidos. A banda é considerada uma das mais importantes para o início do metalcore com o seu álbum de estreia The Opposite of December 

## História

### Formação, EP de estréia e The Opposite of December (1997-2000)
A banda originalmente chamava-se "An Acre Lost", montada pelo cantor Aryeh Lehrer e o guitarrista Ryan Primack. Durante os primeiros anos a banda tinha dois vocalistas, Lehrer e Duane Hosein (que saiu para montar o "A Jealousy Issue"). Com essa formação gravaram material para seu primeiro lançamento, um split com a banda do sul da Florida "Promisse No Tomorrow". Depois desse álbum eles mudam o nome para Poison The Well, aconselhados pelo público.
A banda lança então o primeiro material com o novo nome, Distance Only Makes the Heart Grow Fonder em 1998. O disco chamou atenção da gravadora "Trustkill Records" que assinou um contrato de alguns discos com eles. Depois de Lehrer e Hosein sairem, Jeffrey Moreira então tornou-se o vocalista da banda e com essa formação solidificada a banda lança The Opposite of December... A Season of Separation em 1999.

### Tears from the Red(2001-2003)
Tears from the Red foi um disco de transição para a banda. Mudaram o tradicional metalcore (que ajudaram a estabelecer e criar) do primeiro álbum para um som mais melódico e maior dedicação às letras. As gravações foram feitas no "Studio 13" em Pompano Beach, Florida por seis mil dólares. A banda queria fazer um disco com mais melodia mas que se mantivesse extremamente pesado. Depois que terminaram as gravações a banda começou a excursionar pelos EUA e Canadá juntamente com Hatebreed, Kittie, Killswitch Engage, Unearth, Eighteen Visions entre outras.

### You Come Before You(2003-2005)
O sucesso do disco anterior, Tears from the Red e os muitos concertos que fizeram chamaram a atenção das grandes gravadoras, que haviam começado a se interessar por bandas de hardcore nessa época. Eles assinam agora com a Atlantic Records, em 2002 e começam a escrever o seu terceiro álbum de estúdio, You Come Before You.
A banda queria continuar a evolução sonora e sentiram que precisavam de uma equipe que entendesse onde eles queriam chegar, então foram gravar com os produtores suecos Pelle Henricsson e Eskil Lövström. Ambos haviam trabalhado com muitas bandas influentes do meio para o fim dos anos 90, incluindo os aclamados discos Songs to Fan the Flames of Discontent e The Shape of Punk to Come da banda também sueca, Refused. As primeiras gravações ocorreram em Van Nuys, Califórnia no estúdio "Sound City" e o resto foi gravado em Uma, Suécia, no estúdio "Tonteknik Recording AB" Depois de pronto a banda excursionou por um ano e meio, passando por Japão, Austrália, Nova Zelândia e Europa. Ao fim disso muitos integrantes estavam desgastados e incertos se queriam continuar com o Poison The Well.

### Versions(2005-2008)
Por conta do sucesso razoável e a excursão exaustiva, alguns membros deixaram a banda. Em 2004 o guitarrista Derek Miller que faz parte de todos os discos lançados e compunha a maioria das músicas anuncia que vai sair. O material que estava sendo escrito para o próximo álbum acabou sendo jogado fora e os três integrantes remanescentes ficaram um tempo pensando no que fazer. Acabaram por decidir convidar o guitarrista Jason Boyer para substituí-lo e começaram a pensar no novo material que acabaria por se tornar o disco Versions.
Depois de ficarem meses compondo eles resolvem que é hora de gravar em 2005 e chamam os mesmos produtores Pelle Henricsson e Eskil Lövström que haviam trabalhado no anterior. Novamente foi gravado em Uma, Suécia em três seções que resultaram no disco e no EP, "I/III / II/III / III/III" que saiu também em 2009. Depois de duas seções de gravação a banda se desentende com a Atlantic Records por "diferenças criativas" que na gravação anterior não existiram. A gravadora concordou com o rompimento deles.
Apesar de não ter gravadora, eles tornaram a compor material novo para a terceira e última seção de gravações. Carl Serverson da gravadora independente Ferret Music, que era amigo e fã da banda, demonstrou interesse em assinar com eles. Assinaram no fim de 2006 e partiram novamente para a Suécia a fim de terminar o disco, que foi lançado em abril de 2007. Neste disco foram usados instrumentos que não haviam usado antes como: bandolim, banjo, slide guitar e trompa.

### The Tropic Rote a pausa (2009-2010)
O processo de composição começou poucas semanas após o fim da excursão do disco Versions acabar. Queriam fazer algo mais focado na musicalidade e com uma sonoridade maior. Então compuseram o disco inteiro em quatro meses e meio em um bar na West Palm Beach, Florida. Estava programado para o produtor ser J. Robbins, que cancelou por uma emergência familiar O novo escolhido foi Steve Evetts e queriam começar o mais rápido possível. As gravações foram feitas na "Castle Oaks Production" e "The Candy Shop". O lançamento ocorreu em julho de 2009, pela Ferret Music. Na primeira semana após o lançamento, o disco apareceu na posição 180 da Billboard.
Enquanto excursionavam com Billy Talent em setembro de 2009 em Detroit foram roubados. A banda estava dormindo no hotel quando ladrões levaram a van e o trailer onde estava toda sua aparelhagem musical, material para venda, roupas e pertences. Pararam por uns dias e compraram uma nova van e equipamento provisório, além de começar a produzir camisetas para arrecadar dinheiro para comprar novos equipamentos. As camisetas tinham detalhes dos equipamentos roubados incluindo os números de série das guitarras e amplificadores.
Dia 14 de julho de 2010 eles anunciam que vão parar para explorar outros interesses. Desde então, o baterista Chris Hornbrook está tocando com o grupo de música eletrônica "Big Black Delta" e a banda de hardcore de Nova Jersey, Senses Fail. Bem como Ryan Primack que ainda está envolvido na música, trabalhando com seu ex-colega de banda, Derek Miller, na banda "Sleigh Bells" como gerente de produção e é o segundo guitarrista nas apresentações.

## Discografia
- Distance Only Makes the Heart Grow Fonder (EP) (1998)
- The Opposite of December…A Season of Separation (1999)
- Tear From the Red (2002)
- You Come Before You (2003)
- Versions (2007)
- I/III II/III III/III (EP) (2008)
- The Tropic Rot (2009)